# 迈克尔·布朗 (足球运动员)
米高·羅拔·布朗（英語：Michael Robert Brown，1977年1月25日—）是一名英格蘭足球運動員，司職中場，現時效力英甲球會韦尔港。布朗攔截硬朗，在英超8個球季上陣194場累計領取3面紅牌及45面黃牌，因而被稱為中場硬漢。他曾代表英格蘭U21上陣。

## 生平

### 球會
曼城
布朗在英格蘭東北部達勒姆郡的哈特爾浦（Hartlepool）出生，於在學時已加入曼城青訓系統，其後與球會簽署職業合約。1995年8月26日布朗首次代表一隊上陣作客對昆士柏流浪，於下半場後補登場僅10多分鐘即領紅牌遭驅逐離場。當加利·費列哥夫（Garry Flitcroft）被賣到布力般流浪後，布朗逐漸成為領隊阿倫·波爾麾下一名常規正選中場球員，而他亦獲英格蘭U21徵召入伍，但曼城於球季煞科日在主場緬因路球場以2-2賽和利物浦後降班。曼城在新球季經歷一段動盪時期，短時間內更換5名主帥，而布朗亦失去正選席位，並被短暫分別借用到家鄉球隊哈特普爾及樸茨茅夫。
錫菲聯
布朗於外借樸茨茅夫期間對陣錫菲聯表現出色，獲得對手青睞而於1999年以40萬英鎊身價正式收歸旗下，更成為領隊尼爾·禾諾克（Neil Warnock）麾下一名主力球員。2002/03年球季布朗以中場球員身份在各項賽事合共轟入22球，於2003年1月17日於「鋼鐵之城德比」主場對錫周三下半場離門25碼射入反超前2-1，最終3-1完場；並協助球隊分別晉級足總盃及聯賽盃準決賽，而聯賽則排第3位參加升班附加賽，於準決賽對諾定咸森林兩回合各入1球累計5-3獲勝晉級決賽，他在決賽曾射失一球十二碼，結果以0-3負於狼隊而無緣升班，但他仍獲選球會年度最佳球員。錫菲聯在兩項盃賽晉級途中曾分別淘汰在英超開始陷於財困的列斯聯出局，有傳聞大舉出售球星套現減債的列斯聯有意以600萬英鎊一同收購布朗與積基卡，但錫菲聯否認有收到列斯聯的問價。
翌季的上半季，布朗分別於對水晶宮及般尼的賽事領取紅牌，而他的合約將於球季結束後屆滿，蘇超班霸格拉斯哥流浪有意與他簽訂約前協議，於季後免費獲得布朗加盟，但錫菲聯領隊尼爾·禾諾克警告雖然球會希望布朗留隊到季尾完成合約，但如在轉會窗重開收到合適價錢，錫菲聯亦會將布朗出售套現。
熱刺
英超球會熱刺於2003年12月宣佈發行新股籌募1,500萬英鎊進行收購行動，並於聖誕前夕以約50萬英鎊成功羅致布朗，於2004年1月1日後進隊，但他因被罰停賽，需要等待至1月17日對利物浦才首次亮相；並於2月22日主場2-2賽和莱斯特城取得加盟後首球。翌季布朗在各項賽事上陣34場及射入兩球，除在聯賽作客對诺里奇城為熱刺射入鎖定2-0勝局外，他在較早前的英格蘭聯賽盃作客對保頓於加時賽頂入反超前，最終以4-3將這支上屆決賽球隊淘汰出局。布朗在熱刺中場擔任的角色比在錫菲聯時稍為墮後，防守的比重越來越大，雖然其努力與忠誠獲得熱刺球迷的讚賞，但領隊不斷在中場增兵，除陣中原有的和外，再引入如戴維斯、賀森·加利（Hossam Ghaly）和等球員，加劇中場正選席位的競爭。2005/06年球季上半季布朗僅獲派上陣11場，大部分以後補身份登場。
富咸
2006年1月31日轉會窗關閉前布朗轉投另一支倫敦英超球隊富咸。布朗受傷患困擾，加入卡雲農舍球場初期表現並不理想，更於2006年4月1日主場1-3負於樸茨茅夫的下半場雙腳飛踢桑恩·戴維斯而被球證科爾（Chris Foy）直接出示紅牌驅逐離場。布朗於2006/07年球季揭幕戰作客對曼聯時，又因雙腳飛踢而遭受傳媒的責難，但被黃牌警告的布朗沒有受到進一步的懲罰。2006年9月23日「西倫敦打吡」主場對車路士，雖然以0-2落敗，布朗仍然有好表現，美中不足是他再次雙腳飛踢艾殊利·高爾，幸而球證哈尔西（Mark Halsey）沒有看到事發經過而不予追究。但在2006年結束前，富咸領隊基斯·高文（Chris Coleman）出人意表地委任布朗成為球隊的隊長，雖然外界質疑這次任命，但他以表現贏取富咸球迷的信心。布朗憑藉改善的演出和永不言敗的精神而取得更多上陣的機會，保持隊長臂章直至球季結束。
2007/08年球季前北愛國家隊領隊羅里·山齊士（Lawrie Sanchez）代替基斯·高文執掌帥印，重整軍容簽入多名新球員，包括、大衛·希利、李爾·曲克及史提芬·戴維斯（Steven Davis），布朗因而成為球隊的清洗目標。
韋根
2007年7月31日布朗轉投另一支英超球隊韋根，簽約三年，轉會費沒有透露。但負責羅致他的領隊基斯·赫澄斯（Chris Hutchings）不久後即被辭退，在新領隊布魯士麾下他與卡達莫及柏拉西奧斯組成一條硬朗的中場線。在韋根逗留兩個球季專注防守工作，在各項賽事合共上陣64場沒有取得入球，但卻有18面黃牌進帳。
樸茨茅夫
2009年夏季韋根領隊布魯士轉投新特蘭，接手的馬天尼斯於帶領史雲斯時以亮麗的進攻足球著稱，布朗並非其喜歡的球員類型，他因此於8月28日以象徵費用加盟英超球會樸茨茅夫，是他第二度效力這支南岸球隊，於10年前曾以借用身份上陣4場。8月30日首度披甲在主場0-1負於母會曼城；10月17日主場對舊東家熱刺，布朗遭兩黃一紅驅逐離場。但他於2010年4月11日在溫布萊球場的英格蘭足總盃準決賽協助樸茨茅夫以2-0淘汰熱刺，報卻一敗之辱並晉身決賽；而較早前布朗曾於作客對利物浦時被對方隊長謝拉特以手掙撞中面部。4月18日已篤定降班的樸茨茅夫於主場1-2再負於阿士東維拉腳下，布朗為球隊先拔頭籌兼取得加盟後首球；5月1日聯賽煞科日主場對狼隊，布朗射入球隊降班前最後一球鎖定3-1勝局。
2010年5月10日在溫布萊球場舉行足總盃決賽，面對已取得聯賽兼以衛冕身份出賽的車路士，布朗正選上陣與柏巴·迪奧普擔任防守中場，奇雲·保定的十二碼遭施治救出，雖然藍軍亦有林柏特十二碼宴客兼5度射中門楣門柱，但憑杜奧巴的入球僅勝1-0使車路士成為第7支贏得國內雙料冠軍的球隊，樸茨茅夫未能完成童話結局帶著一絲遺憾降班英冠。
樸茨茅夫遭遇嚴重財困兼降班後大將星散，領隊艾林·格蘭亦另謀高就，換上史蒂夫·科特里爾（Steve Cotterill）接手執教，布朗是少數留隊繼續打拼的球員之一。2010/11年球季布朗上陣24場及射入3球，他延續上季末的好腳風，於2010年8月9日在英格蘭聯賽盃第一圈作客2-1淘汰史提芬納治為球隊射入奠勝球；9月24日主場6-1大勝莱斯特城再入1球；10月16日主場對屈福特，布朗於完場前10分鐘在禁區邊緣射入奠勝球鎖定3-2勝果。
他一直是球隊的中場重心，最後一次上陣是於拆禮物日主場1-1賽和米禾爾，其時他與隊友（Richard Hughes）尚欠一場便會啟動合約條款自動續約，據報布朗新合約的週薪達到25,000英鎊，是當時樸茨茅夫的財力不可能負擔的數目，領隊科特里爾對不能選派兩人上陣感到失望，有傳狼隊於未能成功羅致薛維爾後希望簽入布朗，而諾定咸森林亦一度對他有意思，但直到轉會窗關閉後亦沒有落實轉會，2011年1月4日球會行政總裁大衛·林必特（David Lampitt）透露向兩人開出合理條件的新合約但被拒，而兩人亦沒有再為樸茨茅夫再上陣，直到5月13日樸茨茅夫宣佈於布朗的合約在6月30日屆滿後放棄續聘。他隨即與米杜士堡及老上司尼爾·禾諾克執教的昆士柏流浪扯上關係，直至2011年7月10日《星期日泰晤士報》報導布朗即將加盟列斯聯。
列斯聯
2011年7月11日布朗證實以自由身加盟英冠球會列斯聯，簽約一年，並可優先續約一年。
2012年8月12日，布朗與列斯聯續簽一年新約。
2014年5月16日，列斯聯宣佈有七名球員不獲續約可自由離隊，布朗為其中之一。
維爾港
2014年7月18日，布朗以自由身加盟英甲球會韦尔港，合約為一年並會兼任教練工作。

### 國家隊
米高·布朗於1996年4月首次代表英格蘭U21上陣出戰克羅地亞。

## 爭議
布朗是名為「巴拉摩徑戰役」（Battle of Bramall Lane）的爭議人物之一，時為2002年3月16日，布朗當時仍效力錫菲聯，在主場迎戰爭取直接升班席位的西布朗，位於聯賽賽榜中游的錫菲聯沒有降班壓力，亦遠離附加賽席位，但球賽卻充滿火藥味，錫菲聯先後有3名球員遭紅牌驅逐離場，並且落後到0-3，於失第三球後兩分鐘，布朗受傷離場，三分鐘後錫菲聯再有一名球員受傷離場，由於錫菲聯僅餘6名球員在場不足法定人數，球證因此吹長笛腰斬賽事，賽後有指時任錫菲聯領隊尼爾·禾諾克（Neil Warnock）蓄意安排球員詐傷離場以圖獲得重賽機會，最終查無實據，英格蘭足球總會只判罰錫菲聯1萬英鎊，而英格蘭足球聯賽亦按足總的建議維持賽果及不用重賽，而布朗據報因傷而缺席接著的兩場賽事。
布朗在英超的3面紅牌分別於效力曼城、富咸及樸茨茅夫時領取。而他對、艾殊利·高爾和桑恩·戴維斯的粗野攔截亦惹來媒體的批評。

## 榮譽

### 球會
樸茨茅夫
- 英格蘭足總盃亞軍：2010年；

錫菲聯
- 英格蘭甲組聯賽〈第二級〉附加賽亞軍：2002/03年；

### 個人
- 錫菲聯年度最佳球員：2002/03年；
- PFA年度甲組最佳陣容：2002/03年；

## 外部連結
- 足球数据库：米高·布朗的球员统计数据